# Археологічний парк Хілі
Археологічний парк Хілі — археологічна пам'ятка та громадський парк у північно-східному районі Хілі міста Аль-Айн у Об'єднаних Арабських Еміратах. Парк є частиною Світової спадщини ЮНЕСКО — об'єкту «Культурні пам'ятки Аль-Айна». Пам'ятка містить могили 2-го тисячоліття до н. е. та  залишки системи іригації, що свідчать про осіле життя мешканців пустелі того періоду. Парк відкритий для доступу громадськості й туристів.

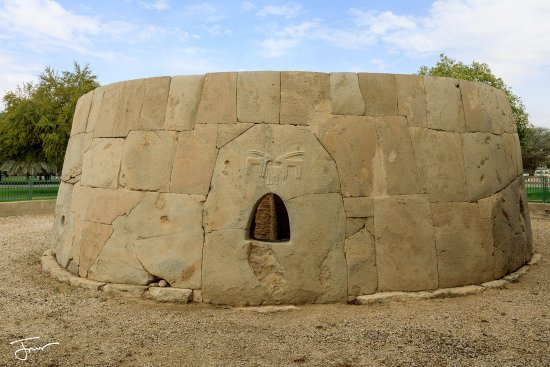
Велика могила в Хілі

Археологічні дослідження розпочалися в Хілі в 1960-ті роки силами міжнародних команд науковців. Було відкрито поселення 2-го тисячоліття до нашої ери площею 10 гектарів. Виявлені будівлі з необпеченої цегли, зокрема дві круглі могили періоду Умм-аль-Нар.
Поблизу парку розташовані ще 3 пам'ятки. Поселення Хілі-2 знайдено на захід від парку. На півночі виявлено дві могили: Хілі-Північ A та Хілі-Північ B.